# Сражение под Кетлянкой
Сражение под Кетлянкой — сражение произошедшее 1 (13) мая 1863 года между польскими повстанцами и регулярными войсками. Является частью Январского восстания.

## Предыстория
После удачного боя под Стоком отряд Игнатия Мыстковского пошел на соединение с отрядом Поликарпа Домбровского, которое произошло 25 апреля (7 мая) 1863 года. После чего мятежное соединение из 1200 восставших начало продвижение вдоль железнодорожных путей на северо-запад. Однако, несмотря на внушительную численность, мятежники по-прежнему испытывали серьёзные проблемы с амуницией и огнестрельным оружием, в итоге ими было принято решение атаковать поезд регулярных войск перевозивший 360 солдат гренадерского полка и несколько вагонов с оружием на железнодорожную станцию «Малкиньня».
Однако, за несколько часов до этого местный путевой обходчик Суходольский, ранее заметивший приближение отряда, за денежное вознаграждение, рассказал о готовящейся засаде русским таможенникам на станции, результатом чего стала потеря внезапности атакующими мятежниками.

## Бой
Утром, 1 (13) мая 1863 год несколько сотен мятежников под командованием Игнатия Мыстковского расположились в густом лесу вдоль железнодорожных путей у населенного пункта Кетлянка, ожидая прибытия поезда. Однако машинист уже предупрежденный о возможной засаде, при подходе к станции, начал тормозить ранее обозначенного времени. В результате этого удачного манёвра, мятежникам удалось пустить под откос лишь несколько первых вагонов. После чего между ними и регулярными войсками завязалась ожесточенная перестрелка.
Однако из-за допущенных ранее просчетов, мятежники заняли лишь одну часть дороги и не перекрыли соседнюю ветку в результате чего солдатам находящимся в вагонах было удобно обороняться и стрелять из бойниц поезда.
В результате боя длившегося несколько часов ни одна из сторон не смогла взять верх. Однако, вскоре к регулярным войскам на поезде прибыло подкрепление состоящее из нескольких стрелковых рот и эскадрона казаков ранее расквартированных в Чижеве. В результате чего мятежников удалось потеснить и те, сначала перешли к обороне, а позже и вовсе стали беспорядочно отходить в чащу леса.
Вытесненные вглубь леса повстанцы, также получили подкрепление, и некоторое время им удавалось сдерживать атаку регулярных войск, используя в качестве прикрытия деревья. Однако эскадрону казаков удалось обойти оборону мятежников с фланга, и ударить тем в тыл, в результате чего последние фактический оказавшись в окружении стали беспорядочно разбегаться в разных направлениях. К вечеру, остаткам повстанческого отряда с боем удалось прорваться из окружения болотам. Регулярным войскам было приказано не преследовать их.

## Последствия
В ожесточенном бою повстанческий отряд фактический был разгромлен. Погибли 40 мятежников том числе и командир отряда Игнатий Мыстковский, ещё 25 повстанцев были ранены, и около 80 взяты в плен. Кроме того, неизвестное число разбежалось или же утонуло во время отхода к болотам. Потери регулярных войск в бою по польским данным составили около 60 человек убитыми и ранеными.
Кроме того, в перестрелке погибли или были взяты в плен все офицеры отряда, кроме Кароля Фрыче, который уже через несколько дней, назначил себя новым командующим остатками мятежного соединения. Ему удалось вести партизанскую войну ещё 10 дней, после чего, 11 (23 мая) 1863 года Фрыче был ранен в бою с регулярными войсками у деревни Ляска, где повстанцы организовали лагерь. Он скончался на следующий день. Остатки отряда Фрыче самораспустились.